# Desperados (cervesa)
Desperados és una cervesa alsaciana aromatitzada amb tequila elaborada pel grup francès Brasserie Fischer, fàbrica cervesera amb seu a Schiltigheim, als afores d'Estrasburg, França, on ara és produïda per la multinacional Heineken.
Aquesta es va començar a comercialitzar al 1995 a Brussel·les.
Ingredients: Aigua, Malta d'Ordi, Blat de moro, Sucre, Extracte de Llúpol, Acidulant: E-330 i Aroma (75% tequila). Valors nutricionals per 100 ml: 247 kJ / 59kcal.